# 1441
Пізнє Середньовіччя •  Відродження •  Реконкіста •  Ганза •  Столітня війна •  Ацтецький потрійний союз •  Імперія інків

## Геополітична ситуація
Османську державу очолює Мурад II (до 1444). Імператором Візантії є Іоанн VIII Палеолог (до 1448), королем Німеччини — Фрідріх III. У Франції королює Карл VII Звитяжний (до 1461).
Апеннінський півострів розділений: північ належить Священній Римській імперії, середню частину займає Папська область, південь належить Неаполітанському королівству. Деякі міста півночі: Венеція, Флоренція, Генуя тощо, мають статус міст-республік.
Майже весь Піренейський півострів займають християнські Кастилія і Леон, де править Хуан II (до 1454), Арагонське королівство на чолі з Альфонсо V Великодушним (до 1458) та Португалія, де королює Афонсо V (до 1481). Під владою маврів залишилися тільки землі на самому півдні.
Генріх VI є королем Англії (до 1461). У Норвегії королює Ерік Померанський (до 1442). Данію та Швецію очолює Хрістофер Баварський (до 1448). Королем Угорщини та Богемії оголошено Ладіслав Постума. Королем польсько-литовської держави є Владислав III Варненчик (до 1444). Його також проголошено королем Угорщини. У Великому князівстві Литовському княжить Казимир IV Ягеллончик (до 1492).
Частина руських земель перебуває під владою Золотої Орди. Галичина входить до складу Польщі. Волинь належить Великому князівству Литовському. Московське князівство очолює Василь II Темний.
На заході євразійських степів від Золотої Орди відокремилися Казанське ханство, Кримське ханство, Ногайська орда. У Єгипті панують мамлюки (династія — Бурджити), а Мариніди — у Магрибі. У Китаї править династія Мін. Значними державами Індостану є Делійський султанат, Бахмані, Віджаянагара. В Японії триває період Муроматі.
У Долині Мехіко править Ацтецький потрійний союз на чолі з Монтесумою I (до 1469). Цивілізація мая переживає посткласичний період. В Імперії інків править Панчакутек Юпанкі.

## Події
- Хаджі I Ґерай заснував Кримське ханство, незалежне від Золотої Орди.
- Митрополит Київський Ісидор повернувся в Москву з Фераро-Флорентійського собору. Місцева церква та князь Василь II Темний не прийняли Флорентійської унії.
- Венеція приєднала до своїх володінь Равенну.
- Венеція та Мілан уклали між собою мир.
- Арагонський король Альфонсо V Великодушний узяв в облогу Неаполь.
- Французькі війська звільнили від англійців Понтуаз.
- Англійський король Генріх VI заснував Королівський коледж Кембриджського університету.
- Янош Гуняді став воєводою Трансильванії.
- Португальці вперше привезли в Європу рабів із Африки.
- У Японії Акамацу Міцусуке вбив сьогуна Асікаґу Йосінорі й підняв повстання, яке завершилося невдачею. Родина Акамацу вчинила сеппуку.
- Уагадугу стало столицею королівства Мосі.
- У Маяпані спалахнуло повстання. Держава мая розпалася на окремі міста, що воювали між собою.

## Народились
- 9 лютого — Нізамаддін Мір Алішер Навої, узбецький поет («Хамсе»), мислитель, державний діяч.

## Померли
- 12 липня — Асікаґа Йосінорі, 6-й сьоґун сьоґунату Муроматі.
- 25 вересня — Акамацу Міцусуке, японський самурайський полководець періоду Муроматі.